# Keskinen suurpiiri
Keskinen suurpiiri (en suédois : Sydöstra stordistriktet, en français : Superdistrict Centre) est le superdistrict numéro 3 du Sud d'Helsinki, la capitale de la Finlande. 
Sa population est de 75223 habitants et sa superficie de 15.65 km2.